# Бориково
Бориково (старо име: Хасанкова) е село в Южна България. То се намира в община Смолян, област Смолян.

## География
Село Бориково се намира в планински район, на брега на река Арда.

## История
В османски поименен регистър от 1841 година се посочва, че от Бориково (Хасанкова) са постъпили в армията 7 войници, което е косвено доказателство, че по това време в селото са живели помаци.